# Hawrania Przehyba
Hawrania Przehyba (2084 m n.p.m.) – minimalne wcięcie w płaskim odcinku grani masywu Hawrania (Havran) w Tatrach Bielskich na Słowacji, pomiędzy jego głównym wierzchołkiem 2152 m i Hawranim Nosem (2086 m). Znajduje się w grani głównej Tatr Bielskich i zarazem grani głównej Tatr. Główny szczyt Hawrania nad Hawranią Przehybą wznosi się kilkustopniowymi i zupełnie niedostępnymi stopniami. Hawrania Przehyba jest skalista. Na południową stronę opada z niej stromy skalisty stok, nieco niżej przechodzący w żlebek, uchodzący do jednej z odnóg Szerokiego Żlebu. Północne stoki opadają ścianą do Strzystarskiego Żlebu.
Nazwę wprowadził Władysław Cywiński w 4. tomie przewodnika Tatry.

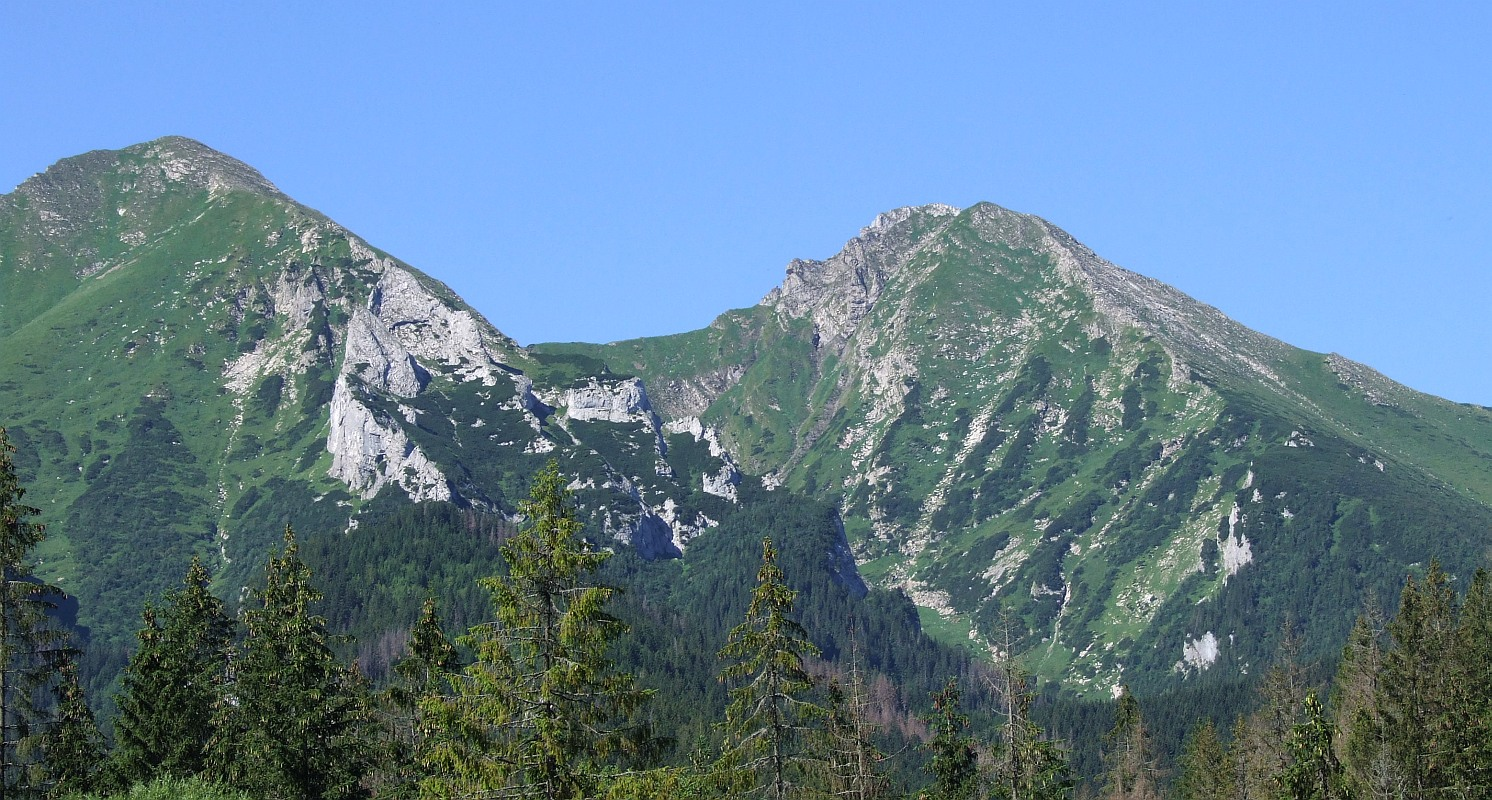
Płaczliwa Skała i Hawrań od północy. Nad przełęczą po prawej stronie wyróżnia się w nim Hawrani Nos i Hawrania Przehyba